# Bolbec
Bolbec je francouzská obec v departementu Seine-Maritime v regionu Normandie. V roce 2009 zde žilo 11 654 obyvatel. Je centrem kantonu Bolbec.